# Proctoeces subtenuis
Proctoeces subtenuis är en plattmaskart. Proctoeces subtenuis ingår i släktet Proctoeces och familjen Fellodistomatidae. Inga underarter finns listade i Catalogue of Life.